# Jaroslav Hainz
Jaroslav Hainz (ur. 17 września 1883 w Pradze, zm. podczas I wojny światowej) – czeski tenisista.
W 1912 roku reprezentował Czechy na igrzyskach olimpijskich w Sztokholmie, gdzie wystartował w turnieju singlowym w hali. Odpadł w 1/32 finału, przegrywając ze Szwedem Johanem Kempe.
Zginął walcząc w Rosji podczas I wojny światowej.

## Występy na letnich igrzyskach olimpijskich

### Turnieje singlowe
| Igrzyska | Konkurencja                   | 1/64 finału | 1/32 finału       | 1/16 finału     | Ćwierćfinał     | Półfinał        | Finał/Mecz o trzecie miejsce | Klasyfikacja końcowa |
| Igrzyska | Konkurencja                   | Rywal       | Rywal             | Rywal           | Rywal           | Rywal           | Rywal                        | Klasyfikacja końcowa |
| -------- | ----------------------------- | ----------- | ----------------- | --------------- | --------------- | --------------- | ---------------------------- | -------------------- |
| LIO 1912 | Turniej singlowy (kort kryty) |             | Johan Kempe P 1:3 | → Nie awansował | → Nie awansował | → Nie awansował | → Nie awansował              | Miejsca 17-32        |